# Nagamangala

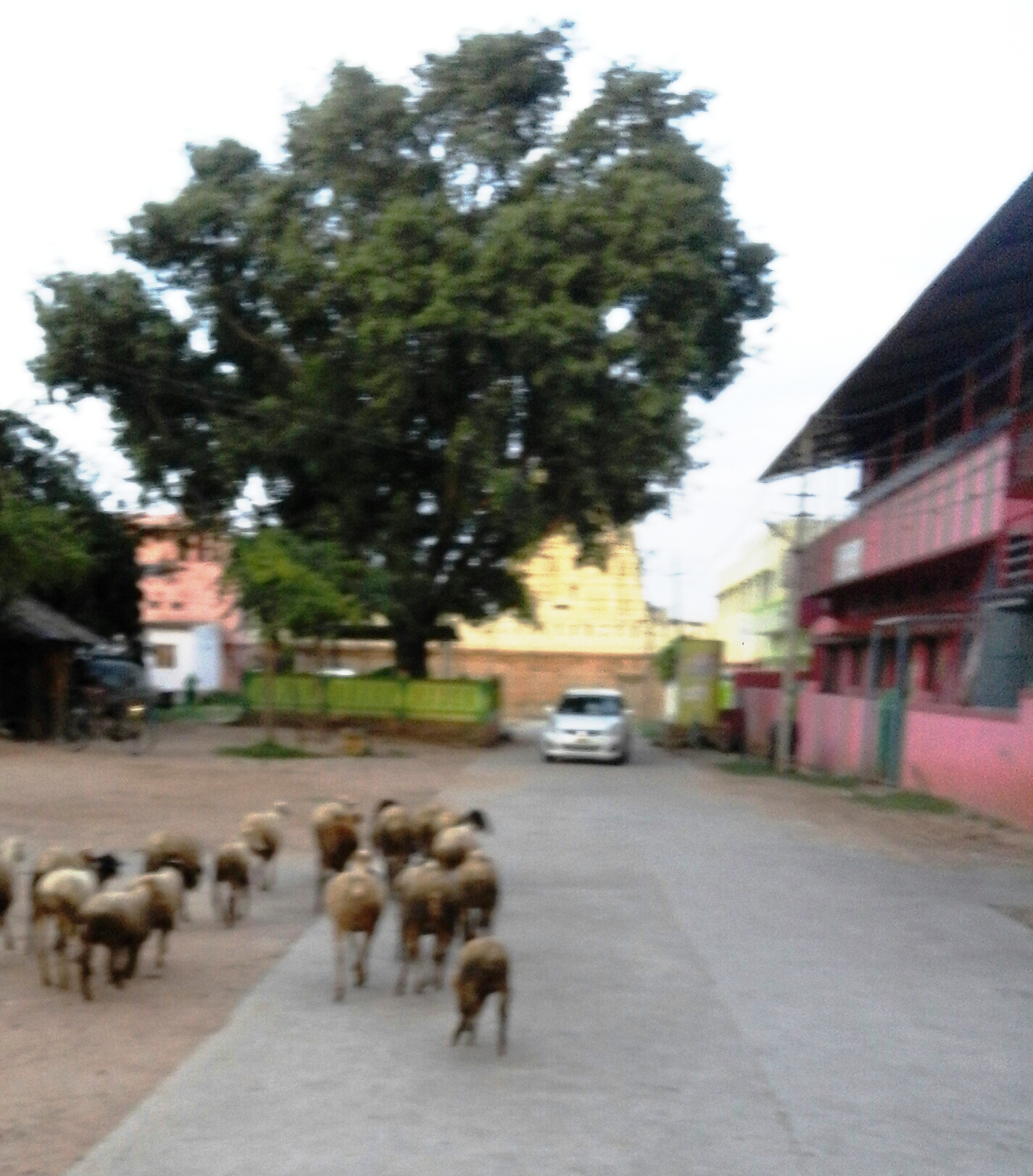
Ancienne route du bureau de poste, Nagamandala

Nagamangala est une municipalité du district de Mandya, dans l'État indien du Karnataka. L'histoire de la ville remonte à la période du Mahabharatha. Le fils d'Arjuna, Babruvahana, aurait dirigé cette région, la ville était auparavant connue sous le nom d'Uluchi Nagara. 

## Liste des temples de Nagamangala
- Temple de Sri Yoganarasimha
- Temple de Saumyakeshava
- Temple de Sri Veerabhadreshwara et de Bhadrakali
- Temple de Sri Anjenya, Kachenahalli
- Temple de Sri Mulkattamma, Mullakatae
- Temple de Sri Ranganatha, Laksmipura
- Temple de Sri Hucchamma Devi
- Temple de Sri Haddinakallu Hanumantharaya Swami
- Temple de Sri Prasanna Ganapati, TBCircle *
- Temple de Sri Muttinamma Devi, Tuppadamadu
- Temple de Sri Malleshwara Swamy, Tuppadamadu

## Démographie
Au recensement de l'Inde en 2011, Nagamangala avait une population de 17776 habitants. Les hommes représentés 50% de la population et les femmes les 50% restants. Nagamangala a une alphabétisation moyenne de 87,01%, plus haute que la moyenne de l'état qui est de 75,36%. L'alphabétisation des hommes était de 90,16% et celle des femmes de 83,98%. À Nagamangala, 12% de la population est agée de moins de 6 ans.